# 藏白蒿
藏白蒿（学名：Artemisia younghusbandii）为菊科蒿属的植物，为中国的特有植物。分布于中国大陆的西藏等地，生长于海拔4,000米至4,650米的地区，一般生长在阶地、河谷、路旁、山坡、滩地以及砾质坡地与砾质草地上，目前尚未由人工引种栽培。